# ハリー・マグワイア
- ハリー・マグワイア
- ハリー・マグァイア[1]

ジェイコブ・ハリー・マグワイア（Jacob Harry Maguire、1993年3月5日 - ）は、イングランド・シェフィールド出身のサッカー選手。プレミアリーグ・マンチェスターユナイテッド所属。イングランド代表。ポジションはディフェンダー。

## 経歴

### クラブ
地元クラブのシェフィールド・ユナイテッドFCでプレーを始め、2011年4月のカーディフ・シティFC戦でトップチームデビュー。
2014年7月29日、移籍金250万ポンドでハル・シティAFCに移籍。契約は3年。2015年2月10日、1ヶ月の短期レンタルでウィガン・アスレティックFCに加入。
2017年6月15日、ハルの降格に伴いレスター・シティFCに移籍、5年契約にサインした。移籍金は1200万ポンドで、活躍次第で1700万ポンドまで上昇する。
レスター1年目の2017-18シーズンは、カウンターを志向するチームにおいて、ビルドアップの技術と自身の194cm100kgの屈強な体格を活かしたフィジカル勝負のプレースタイルが合致し、全試合に出場したうえに、チームの年間最優秀選手に選ばれた。
2019年8月5日、マンチェスター・ユナイテッドFCに6年契約での加入が決定。移籍金はDF史上最高金額の8000万ポンドと報じられた。背番号はリオ・ファーディナンドらがかつて着用した5番。2020年からアシュリー・ヤングの移籍に伴いキャプテンを務めることとなった。2020年2月17日のチェルシー戦で移籍後リーグ戦初ゴールを奪い勝利した。
2021-22シーズン、低調なプレー振りで大きく批判を受け、爆破予告の犯罪行為を受けた。
2022-23シーズンは開幕と第2節こそリサンドロ・マルティネスと共に先発したものの、リヴァプールFC戦よりラファエル・ヴァランにポジションを奪われ、控えとなった。9月のUEFAネーションズリーグで出場した際も失点に絡みファンからブーイングを受けるなど低調なパフォーマンスが続く一方で監督のエリック・テン・ハフはマグワイアへの信頼を強調した。。
2023-24シーズンに復活を果たした。第3節までは出番がなかったが、移籍期間が終了した直後の第4節のアーセナル戦で負傷したリサンドロ・マルティネスに代わりシーズン初出場となった。11月のリーグ戦は全試合で無失点、これに大きく寄与したハリーは、11月のプレミアリーグ最優秀選手賞を受賞した。また、再び得点に絡む場面もみせるなどそれまでの不振から這い上がった。
2024-25シーズンも中央のセンターバックで起用され、その屈強な体格が機能した。UEFAヨーロッパリーグ(欧州EL)準々決勝第2戦のリヨン戦では、延長後半アディショナルタイムに劇的な決勝点を決め、勝利に貢献した。準決勝アスレティック・ビルバオ第1戦では、センターバックでありながら右サイドをドリブル突破しクロスを上げ得点を演出した。

### 代表

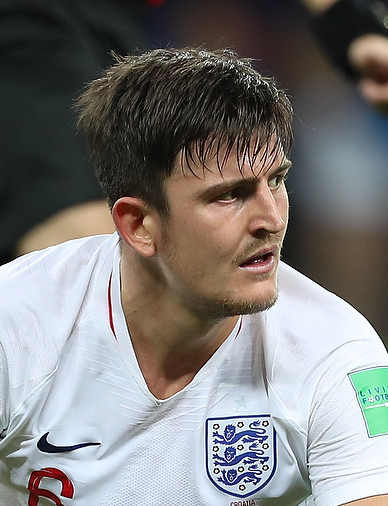
イングランド代表 (2018年)

2012年11月、U21イングランド代表としてU21北アイルランド代表との親善試合に出場した。
2017年8月、A代表初招集。2018 FIFAワールドカップ・ヨーロッパ予選のマルタ戦とスロバキア戦の登録メンバーに選ばれたが、出場はしなかった。10月の同リトアニア戦で初キャップ。
2018年FIFAワールドカップロシア大会、準々決勝のスウェーデン戦で代表初ゴールとなる先制ゴールを決めた。
2021年6月、UEFA EURO 2020参加メンバーに選出された。準々決勝のウクライナ戦では1ゴールを決め、イングランド代表にとって約26年振りとなる準決勝進出に貢献した。
2022年11月10日、2022 FIFAワールドカップに臨むイングランド代表に招集され、背番号6を着用することが決定した。

## 個人成績

### クラブ
2024年5月8日現在
| クラブ                          | シーズン | リーグ             | リーグ | リーグ | カップ | カップ | リーグカップ | リーグカップ | 国際大会 | 国際大会 | その他 | その他 | 通算 | 通算 |
| クラブ                          | シーズン | ディビジョン       | 出場   | 得点   | 出場   | 得点   | 出場         | 得点         | 出場     | 得点     | 出場   | 得点   | 出場 | 得点 |
| ------------------------------- | -------- | ------------------ | ------ | ------ | ------ | ------ | ------------ | ------------ | -------- | -------- | ------ | ------ | ---- | ---- |
| シェフィールド・ユナイテッド    | 2010-11  | チャンピオンシップ | 5      | 0      | 0      | 0      | 0            | 0            | —        | —        | —      | —      | 5    | 0    |
| シェフィールド・ユナイテッド    | 2011-12  | リーグ1            | 44     | 1      | 4      | 0      | 2            | 0            | —        | —        | 6      | 0      | 56   | 1    |
| シェフィールド・ユナイテッド    | 2012-13  | リーグ1            | 44     | 3      | 4      | 0      | 1            | 0            | —        | —        | 4      | 2      | 53   | 5    |
| シェフィールド・ユナイテッド    | 2013-14  | リーグ1            | 41     | 5      | 8      | 1      | 1            | 0            | —        | —        | 2      | 0      | 52   | 6    |
| シェフィールド・ユナイテッド    | 通算     | 通算               | 134    | 9      | 16     | 1      | 4            | 0            | 0        | 0        | 12     | 2      | 166  | 12   |
| ハル・シティ                    | 2014-15  | プレミアリーグ     | 3      | 0      | 1      | 0      | 1            | 0            | 1        | 0        | —      | —      | 6    | 0    |
| ハル・シティ                    | 2015-16  | チャンピオンシップ | 22     | 0      | 4      | 0      | 5            | 0            | —        | —        | 2      | 0      | 33   | 0    |
| ハル・シティ                    | 2016-17  | プレミアリーグ     | 29     | 2      | 1      | 0      | 6            | 1            | —        | —        | —      | —      | 36   | 3    |
| ハル・シティ                    | 通算     | 通算               | 54     | 2      | 6      | 0      | 12           | 1            | 1        | 0        | 2      | 0      | 75   | 3    |
| ウィガン・アスレティック (loan) | 2014-15  | チャンピオンシップ | 16     | 1      | —      | —      | —            | —            | —        | —        | —      | —      | 16   | 1    |
| レスター・シティ                | 2017-18  | プレミアリーグ     | 38     | 2      | 3      | 0      | 3            | 0            | —        | —        | —      | —      | 44   | 2    |
| レスター・シティ                | 2018-19  | プレミアリーグ     | 31     | 3      | 0      | 0      | 1            | 0            | —        | —        | —      | —      | 32   | 3    |
| レスター・シティ                | 通算     | 通算               | 69     | 5      | 3      | 0      | 4            | 0            | 0        | 0        | 0      | 0      | 76   | 5    |
| マンチェスター・ユナイテッド    | 2019-20  | プレミアリーグ     | 38     | 1      | 5      | 2      | 3            | 0            | 9        | 0        | —      | —      | 55   | 3    |
| マンチェスター・ユナイテッド    | 2020-21  | プレミアリーグ     | 34     | 2      | 4      | 0      | 3            | 0            | 11       | 0        | —      | —      | 52   | 2    |
| マンチェスター・ユナイテッド    | 2021-22  | プレミアリーグ     | 30     | 1      | 1      | 0      | 0            | 0            | 6        | 1        | —      | —      | 37   | 2    |
| マンチェスター・ユナイテッド    | 2022-23  | プレミアリーグ     | 16     | 0      | 4      | 0      | 4            | 0            | 7        | 0        | —      | —      | 31   | 0    |
| マンチェスター・ユナイテッド    | 2023-24  | プレミアリーグ     | 22     | 2      | 3      | 1      | 2            | 0            | 4        | 1        | —      | —      | 31   | 4    |
| マンチェスター・ユナイテッド    | 通算     | 通算               | 140    | 6      | 17     | 3      | 12           | 0            | 37       | 2        | 0      | 0      | 206  | 11   |
| 総通算                          | 総通算   | 総通算             | 397    | 22     | 42     | 4      | 32           | 1            | 38       | 2        | 14     | 2      | 523  | 31   |

### 代表数
- 国際Aマッチ 63試合 7得点（2017年-）[38]

2024年5月8日現在
| イングランド代表 | 国際Aマッチ | 国際Aマッチ |
| 年               | 出場        | 得点        |
| ---------------- | ----------- | ----------- |
| 2017             | 3           | 0           |
| 2018             | 13          | 1           |
| 2019             | 10          | 0           |
| 2020             | 4           | 1           |
| 2021             | 11          | 5           |
| 2022             | 12          | 0           |
| 2023             | 9           | 0           |
| 2024             | 1           | 0           |
| 通算             | 63          | 7           |

### 代表での得点
| #  | 開催日         | 開催地                                       | キャップ | 対戦国       | スコア | 結果 | 大会                                             |
| -- | -------------- | -------------------------------------------- | -------- | ------------ | ------ | ---- | ------------------------------------------------ |
| 1  | 2018年7月7日   | サマーラ、サマーラ・アリーナ                 | 10       | スウェーデン | 1–0    | 2–0  | 2018 FIFAワールドカップ                          |
| 2  | 2020年11月12日 | ロンドン、ウェンブリー・スタジアム           | 29       | アイルランド | 1–0    | 3–0  | 親善試合                                         |
| 3  | 2021年3月31日  | ロンドン、ウェンブリー・スタジアム           | 32       | ポーランド   | 2–1    | 2–1  | 2022 FIFAワールドカップ・ヨーロッパ予選グループI |
| 4  | 2021年7月3日   | ローマ、スタディオ・オリンピコ・ディ・ローマ | 35       | ウクライナ   | 2–0    | 4–0  | UEFA EURO 2020                                   |
| 5. | 2021年9月2日   | ブタベスト、プシュカーシュ・アレーナ         | 38       | ハンガリー   | 3–0    | 4–0  | 2022 FIFAワールドカップ・ヨーロッパ予選グループI |
| 6. | 2021年11月12日 | ロンドン、ウェンブリー・スタジアム           | 40       | アルバニア   | 1–0    | 5–0  | 2022 FIFAワールドカップ・ヨーロッパ予選グループI |
| 7. | 2021年11月15日 | サンマリノ、サンマリノ・スタジアム           | 41       | サンマリノ   | 1–0    | 10–0 | 2022 FIFAワールドカップ・ヨーロッパ予選グループI |

## タイトル

### クラブ
マンチェスター・ユナイテッドFC
- EFLカップ : 2022-23
- FAカップ : 2023-24

### 個人
- PFA年間ベストイレブン (フットボールリーグ1): 2011–12[39], 2012–13[40], 2013–14[41]
- レスター・シティFC 年間最優秀選手:2017-18
- UEFA EURO 2020大会ベストイレブン : 2021
- プレミアリーグ月間最優秀選手:2023年11月

### 代表歴
- イングランド代表
  - 2018年 - 2018 FIFAワールドカップ（4位）
  - 2018年 - UEFAネーションズリーグ2018-19
  - 2020年 - UEFAネーションズリーグ2020-21
  - 2021年 - UEFA EURO 2020 (準優勝)

## エピソード
- 同選手がユニコーンの浮き輪で楽しんでいる写真を50ポンド紙幣の絵柄にしようという嘆願が行われ、多くの署名を集めたが、銀行から存命の人物は使用できないとされ却下された[42][43]。
- 2020年8月20日、休暇で訪れていたギリシャのミコノス島にて複数の現地警官に殴る蹴るなどの暴行を働き逮捕された[44]。